# Yeghegnavan
Yeghegnavan là một đô thị thuộc tỉnh Ararat, Armenia. Dân số ước tính năm 2011 là 1891 người.